# سرزمین قبل از تاریخ ۳: زمان زیادی
سرزمین قبل از تاریخ ۳: زمان دادن زیاد (انگلیسی: The Land Before Time III: The Time of the Great Giving) یک فیلم پویانمایی آمریکایی در ژانر موزیکال و ماجراجویی به کارگردانی روی آلن اسمیت است که در سال ۱۹۹۵ به صورت فیلم ویدئویی منتشر شد.